# Schönhausen
Schönhausen là một đô thị thuộc huyện Stendal trong bang Sachsen-Anhalt nước Đức, cự ly 70 km về phía bắc của thủ phủ bang Magdeburg. Đô thị này là thủ phủ của Verwaltungsgemeinschaft ("đô thị tập thể") Elbe-Havel-Land.
Schönhausen đã được lập vào đầu thế kỷ 13 bởi Giám mục Havelberg. Sau cuộc Cải cách kháng cách, Schönhausen thuộc quản lý của Electorate của Brandenburg. Năm 1562, Schönhausen được chuyển cho dòng họ Bismarck.
Ngày 1 tháng 4 năm 1815, Otto von Bismarck sinh ra ở Schönhausen.